# Mette Sørensen
Mette Sørensen (* 28. Mai 1975 in Aalborg, verheiratete Mette van Dalm) ist eine ehemalige dänische Badmintonspielerin. 

## Karriere
Mette Sørensen startete 2000 im Dameneinzel bei Olympia. Sie unterlag dabei in der dritten Runde und wurde somit Neunte. 2000 wurde Mette Sørensen Europameisterin mit dem dänischen Team. Bei der Weltmeisterschaft ein Jahr später erkämpfte sie sich Rang fünf. 1999 hatte sie dort noch Bronze gewonnen. Platz drei sprang für sie auch bei den Europameisterschaften 1998 und 2000 heraus.

## Sportliche Erfolge
| Saison    | Veranstaltung                                    | Disziplin   | Platz | Name |
| --------- | ------------------------------------------------ | ----------- | ----- | --- |
| 1991/1992 | Dänemark: Einzelmeisterschaften der Junioren U19 | Damendoppel | 1     | Mette Sørensen / Ingrid Pedersen, Triton |
| 1992      | Nordische Juniorenmeisterschaften                | Damendoppel | 1     | Rikke Olsen / Mette Sørensen |
| 1992      | Nordische Juniorenmeisterschaften                | Dameneinzel | 1     | Mette Sørensen |
| 1992/1993 | Dänemark: Einzelmeisterschaften der Junioren U19 | Dameneinzel | 1     | Mette Sørensen, Triton |
| 1992/1993 | Dänemark: Einzelmeisterschaften der Junioren U19 | Damendoppel | 1     | Rikke Olsen, Greve / Mette Sørensen, Triton |
| 1993      | Junioren-Europameisterschaft                     | Dameneinzel | 1     | Mette Sørensen |
| 1993      | Junioren-Europameisterschaft                     | Damendoppel | 1     | Mette Sørensen / Rikke Olsen |
| 1993      | Czech International                              | Dameneinzel | 1     | Mette Sørensen |
| 1994      | Czech International                              | Damendoppel | 1     | Lone Sørensen / Mette Sørensen |
| 1995      | Czech International                              | Dameneinzel | 2     | Mette Sørensen |
| 1995      | Czech International                              | Damendoppel | 1     | Michelle Rasmussen / Mette Sørensen |
| 1995      | Malmö International                              | Dameneinzel | 1     | Mette Sørensen |
| 1998      | Europameisterschaft                              | Dameneinzel | 3     | Mette Sørensen |
| 1998      | Indonesian Open                                  | Dameneinzel | 2     | Mette Sørensen |
| 1999      | Nordische Meisterschaften                        | Dameneinzel | 1     | Mette Sørensen |
| 1999      | Weltmeisterschaft                                | Dameneinzel | 3     | Mette Sørensen |
| 1999      | Swiss Open                                       | Damendoppel | 1     | Mette Sørensen / Rikke Olsen |
| 1999      | Taiwan Open                                      | Dameneinzel | 3     | Mette Sørensen |
| 1999      | Indonesian Open                                  | Dameneinzel | 5     | Mette Sørensen |
| 2000      | Europameisterschaft                              | Dameneinzel | 3     | Mette Sørensen |
| 2000      | All England                                      | Dameneinzel | 5     | Mette Sørensen |
| 2000      | Olympia                                          | Dameneinzel | 9     | Mette Sørensen |
| 2000      | Europameisterschaft                              | Mannschaft  | 1     | Dänemark (Peter Gade, Poul-Erik Hoyer Larsen, Kenneth Jonassen, Jens Eriksen, Jesper Larsen, Camilla Martin, Mette Sørensen, Rikke Olsen, Helene Kirkegaard, Michael Søgaard) |
| 2000      | Taiwan Open                                      | Dameneinzel | 5     | Mette Sørensen |
| 2001      | Japan Open                                       | Dameneinzel | 5     | Mette Sørensen |
| 2001      | Weltmeisterschaft                                | Dameneinzel | 5     | Mette Sørensen |